# Alain Connes
Pour les articles homonymes, voir Connes.
Alain Connes est un mathématicien français né le 1er avril 1947 à Draguignan, dans le Var. Il a révolutionné la théorie des algèbres de von Neumann et résolu la plupart des problèmes posés dans ce domaine, notamment la classification des facteurs de type III (en). Pour ces travaux, il a reçu la médaille Fields en 1982.

## Biographie

### Jeunesse et études
Alain Connes est un ancien élève du lycée Saint-Charles de Marseille. Il est admis en classes préparatoires au lycée Thiers,, où il prépare le concours de l'École normale supérieure. Il y est admis en 1966.
Il soutient en 1973 sa thèse d'État à l'université Pierre-et-Marie-Curie, sous la direction de Jacques Dixmier.

### Parcours professionnel
Durant sa thèse, il est stagiaire, puis attaché de recherche, puis chargé de recherches au CNRS (1970 à 1974). Une fois sa thèse obtenue, il devient, en 1975, chercheur associé à l'université Queen's à Kingston au Canada.
Revenant en France, il est nommé maître de conférences puis professeur à l'université Pierre-et-Marie-Curie de 1976 à 1980. L'année suivante, il devient directeur de recherche au CNRS, poste qu'il quitte en 1984.
Il est aussi professeur à l'Institut des hautes études scientifiques depuis 1979 et au Collège de France à compter de 1984, titulaire de la chaire « Analyse et Géométrie ». Il fut également membre du conseil d'administration de la Fondation Hugot du Collège de France (2000-2004).
Il est membre de l'Académie royale danoise des sciences et des lettres, de l'Académie norvégienne des sciences et des lettres.

## Travaux

### Algèbres d'opérateurs
Alain Connes révolutionne entièrement la théorie des algèbres de von Neumann, et résout la plupart des problèmes posés dans ce domaine, notamment la classification des facteurs de type III,..
Pour cela, il est récompensé par la médaille Fields en 1982,. La même année, il devient membre de l'Académie des sciences.

### Géométrie non commutative
Le prix Crafoord lui est attribué en 2001 pour ses travaux dans ce domaine. Il existe une influence de la physique sur la géométrie non commutative, en revanche il n'y a pas d'application de la géométrie non commutative en physique.

### Aspects mathématiques de la renormalisation
Il existe une influence de la physique sur la géométrie non commutative, en revanche il n'y a pas d'application de la géométrie non commutative en physique.

### Élèves
Parmi ses élèves figurent Jean-Benoît Bost, Georges Skandalis, Alain Valette.

### Son attitude face à un calcul
« Depuis très très tôt, depuis mes tout débuts de mathématicien, je me suis convaincu qu’il n’y avait pas de calcul que l’on ne puisse faire de tête, c’est-à-dire que si l’on ne pouvait pas le faire de tête ça voulait dire que l’on ne comprenait pas. Donc en fait, il y a une règle qui consiste à dire justement, quelle que soit la complexité du calcul, il vaut mieux aller faire un tour à pied et réfléchir comment les choses vont s’agencer, etc. avant de commencer. »

## Engagement pour l'avenir de l'école
Alain Connes a corédigé et cosigné Les savoirs fondamentaux, au service de l'avenir scientifique et technique avec Roger Balian, Jean-Michel Bismut, Jean-Pierre Demailly, Laurent Lafforgue, Pierre Lelong et Jean-Pierre Serre.

## Honneurs
Alain Connes a reçu les prix suivants :
- 1975 : prix Aimé-Berthé de l'Académie des sciences ;
- 1976 : prix Peccot-Vimont du Collège de France ;
- 1977 : médaille d'argent du CNRS ;
- 1980 : prix Ampère de l'Académie des sciences ;
- 1982 : médaille Fields, remise lors du congrès international des mathématiciens de 1983 à Varsovie, pour ses travaux sur les algèbres d'opérateurs ;
- 2000 : prix Clay ;
- 2001 : prix Crafoord[11] et prix Peano[12] ;
- 2004 :  médaille d'or du CNRS[13].

## Sélection de publications
- Avec Jean-Pierre Changeux, Matière à pensée, Paris, Odile Jacob, coll. « Sciences », 3 avril 2008, 3e éd. (1re éd. 1989), 267 p. (ISBN 2738119239 et 978-2738119230, ASIN B00BJAEU0G).
- Géométrie non commutative, Interéditions, 1990 (ISBN 9782729602840).
- (en) Noncommutative Geometry, Cambridge (Massachusetts), Academic Press, 1er décembre 1994, 680 p. (ISBN 012185860X et 978-0121858605, lire en ligne).
- Avec André Lichnerowicz et Marcel-Paul Schützenberger, Triangle de pensées, Paris, Odile Jacob, coll. « Sciences », 26 janvier 2000, 214 p. (ISBN 2738107621 et 978-2738107626).
- Avec Danye Chéreau et Jacques Dixmier, Le théâtre quantique : l'horloge des anges ici -bas, Paris, Odile Jacob, coll. « Sciences », 31 janvier 2018, 224 p. (ISBN 2-7381-4176-5 et 978-2-7381-4176-7)
- Avec Danye Chéreau et Jacques Dixmier, Le spectre d'Atacama, Paris, Odile Jacob, coll. « Sciences & Techniques », 31 janvier 2018, 320 p.
- La géométrie et le quantique, CNRS/De vive voix, coll. « Les grandes voix de la recherche », 2019 (ISBN 978-2-271-12712-9, OCLC 1127392338)

## Revues
Alain Connes est éditeur de plusieurs revues de mathématiques et de physique :
- Advances in Mathematics (éditeur) ;
- Chinese Annals of Mathematics, Series B (en) (éditeur honoraire) ;
- Communications in Number Theory and Physics (éditeur) ;
- Communications in Mathematical Physics (éditeur) ;
- Comptes rendus de l'Académie des sciences (éditeur) ;
- Journal of Functional Analysis (rédacteur en chef) ;
- Journal of Noncommutative Geometry (rédacteur en chef) ;
- Journal of K-theory (éditeur) ;
- Journal of Operator Theory (éditeur) ;
- K-Theory (éditeur) ;
- Letters in Mathematical Physics (en) (éditeur associé) ;
- Publications mathématiques de l'IHÉS (éditeur) ;
- Modern Encyclopedia of Mathematical Physics (éditeur) ;
- Ergodic Theory and Dynamical Systems (éditeur, 1981-1993) ;
- Inventiones Mathematicae (éditeur, 1978-1994) ;
- Selecta Mathematica (éditeur ?-?).